# Hajime Takano
Pour les articles homonymes, voir Takano et Hajime.
Hajime Takano (高野 源進, Takano Hajime, 15 mars 1895 - 4 janvier 1969) est gouverneur de la préfecture d'Hiroshima du 10 juin au 11 octobre 1945. À la suite du bombardement atomique sur Hiroshima, il participe aux premières opérations de sauvetage.

## Source de la traduction
- (en) Cet article est partiellement ou en totalité issu de l’article de Wikipédia en anglais intitulé « Hajime Takano (governor of Hiroshima) » (voir la liste des auteurs).